# アルマス
アルマス(Almas)は、ロシアなどで目撃される未確認動物。

## 概要
ロシアのコーカサス地方を中心に、中央アジアや中国の山間部、モンゴルで目撃されている。
地方によって呼び名が若干異なり、ロシアではアルマスティ(Almasty)と呼ばれている。

## 特徴
全身が赤茶色の長い毛で覆われており、目撃情報からすると身長は2m前後といわれている。
非常に運動能力に優れており、特に足の速さはかなりのものであるといわれている。 
ホモ・サピエンスに最も近縁といわれているネアンデルタール人の生存説というのが有力ではあるが、ネアンデルタール人の身長は平均して170cmに届かず、目撃されるアルマスほど大きくはなかった。